# Hirschvogel Group
Hirschvogel Group er en tysk producent af komponenter i stål og aluminium til bilindustrien. De har hovedkvarter i Denklingen, Bayern. 
Fra en landsbysmedje i 1938 gennemgik virksomheden en forvandling til en industrismedje og i 1963 blev bygget en produktionshal på det nuværende hovedkvarter. Med etableringen af Hirschvogel Incorporated i USA (Columbus) begyndte internationaliseringen i 1988. Senere fulgte afdelinger i Polen, Kina, Indien og Mexico.